# Dendrobium mekynosepalum
Dendrobium mekynosepalum är en orkidéart som beskrevs av Rudolf Schlechter. Dendrobium mekynosepalum ingår i släktet Dendrobium, och familjen orkidéer. Inga underarter finns listade i Catalogue of Life.